# Vergobret

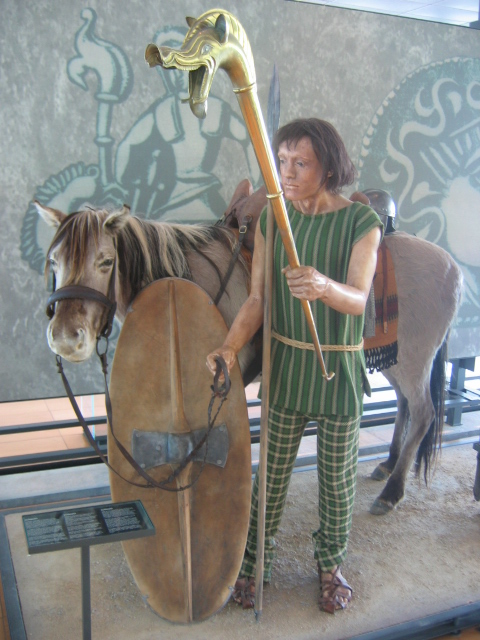
Aide de camps du chef éduen Dumnorix

Le vergobret est un personnage de la société celtique qui possédait la magistrature suprême dans plusieurs cités gauloises, particulièrement celles des Éduens.

## D'après les sources littéraires
César nous renseigne sur son appellation et son rôle dans ses Commentaires sur la Guerre des Gaules ; cela concerne les Éduens. Pour les autres peuples, il utilise les termes de princeps civitatis, principatus, magistratus. Certains auteurs, estiment que ces appellations désignent aussi des vergobrets.

## Rôle et fonctions
Élu chaque année sous l'égide des druides, le vergobret possède le droit de vie et de mort, celui de commander l'armée pour une action défensive. Il lui est cependant interdit de quitter les limites du territoire de son peuple : 

« Les lois des Éduens interdisaient à ceux qui géraient la magistrature suprême de franchir les frontières. »

Il ne peut donc commander l'armée en dehors des frontières, ce qui impose de nommer un général et ce qui permet d'éviter qu'il n'accapare le pouvoir au-delà du terme de sa magistrature. Chez les Éduens, les vergobrets sont élus au mois d'avril pour un an.
Le vergobret est choisi parmi les personnages les plus puissants et l'on retrouve des monnaies à leur effigie chez les Éduens et les Rèmes.

## Attestations archéologiques
Quelques noms de vergobrets nous sont parvenus : 
- Liscos (en - 58), Valétiacos (en - 53), Convictolitavis (en - 52) chez les Éduens.
- Chez les Lémovices, un certain « Postumus, vergobret, fils de Dumnorix[note 3] »[7].
- Cisiambos, chez les Lexoviens[1] ; Dubnocus, chez les Vellaves[1].
- Pour les Lémovices toujours, deux autres noms sont possibles : Sedullos, tué à Alésia, est dit dux et princeps Lemovicum, « chef militaire et civil », ce qui peut correspondre au titre de vergobret.

Épigraphie
- Une des rares attestations archéologiques du vergobret provient des fouilles du docteur Allain en 1978 sur la zone des temples à Argentomagus (Saint-Marcel dans l'Indre) où une olla (vase) en terra nigra porte, gravée après cuisson, l'inscription suivante : « […] vercobretos readdas ». Objet d'une brève mention dans la revue Gallia en 1980[8], l'inscription a ensuite donné lieu à une publication développée, comprenant photo et transcription, dans la Revue archéologique du centre de la France (RACF). Le vase est visible au musée d'Argentomagus. La signification de l'inscription serait de type : « le vergobret a sacrifié / consacré / donné »[9].
- Dans la ville gallo-romaine d'Augustoritum a été trouvée une inscription sur pierre, signe d'une romanisation encore incomplète[note 4] : elle relate un cas d'évergétisme par un notable, qualifié de vergobret.
- La capitale des Santons, Mediolanum, a livré aussi une inscription funéraire qualifiant le défunt de vergobret[1].Une autre inscription fait référence à ce titre mais sans le rattacher à un nom[1].

Numismatique
- Les Lexoviens semblent aussi avoir disposé de cette magistrature au sein de leurs institutions. Certaines de leur monnaies, postérieures à la conquête, portent en effet le terme Vercobretos[1].